# Melazzo
Melazzo – miejscowość i gmina we Włoszech, w regionie Piemont, w prowincji Alessandria.
Według danych na styczeń 2010 gminę zamieszkiwało 1310 osób przy gęstości zaludnienia 66,4 os./1 km².